# 中国網
中国網（チャイナネット）は、中国共産党中央直属の中国外文出版発行事業局（略称：中国外文局、別名：中国国際出版集団）が管理・運営するニュースサイト。
「china.com」のドメイン名を利用している。

## 概要
創立は1997年。中国網が配信するニュースは中国語（簡体字）、中国語（繁体字）、英語、フランス語、ドイツ語、日本語、スペイン語、アラビア語、ロシア語、韓国語、エスペラントなど10カ国、11種類の言語に対応。日本語版では、主に中国の政治、経済、社会、サイエンス、芸能、観光、政府白書などのニュースを配信。中国の環境問題や中国語講座などのコンテンツもある。2010年5月1日に開幕する上海国際博覧会の特集ページなど、時機にかなった特集なども設けられている。

## 中国外文局
中国網を運営する中国外文局は、中国の対外宣伝工作を担う組織であり、様々な媒体を用いて多言語で対外発信している。中国のソフトパワー戦略の内のパブリック・ディプロマシー（文化外交）を担う重要組織である。その前身は1949年に周恩来や陳毅らによって創設された「中央人民政府新聞総署国際新聞局」であり、1963年に国務院直属の組織として現在の名称の中国外文出版発行事業局となる。1982年、中国外文局、中華人民共和国文化部、対外文化連絡委員会、国家文物局および国家出版局の五個機構が合併し、新しく中華人民共和国文化部となる。1991年12月、中国外文局は文化部から分離して、中国共産党中央直属の事業単位となる。
中国外文局は、中国網、出版社10社、雑誌社5社、中国国際図書貿易総公司、対外伝播研究中心、翻訳資格考評センターなどを下属している。